# Municipio de Tepetzintla (Puebla)
El Municipio de Tepetzintla es uno de los 217 municipios pertenecientes al estado mexicano de Puebla, ubicado en la sierra norte del estado. Además de ser uno de los pueblos donde todavía prevalece una de las lenguas de origen indígena la lengua náhuat que la mayoría de la población aun sigue practicando

## Geografía
El municipio se encuentra en la sierra norte del estado de puebla, en la  primera región del estado, se encuentra a una altitud promedio de 1680 m s. n. m..

## Demografía
El municipio de Tepetzintla puebla ubicado en la sierra norte de puebla  cuenta con una población de 11 250 habitantes de los cuales 3954 son hombres y 6296 son mujeres.

## Festividades
El municipio realiza su fiesta patronal el 15 de agosto en honor a la Virgen de la Asunción con procesiones y danzas, también es importante la celebración del jueves de corpus el día de muertos y la Semana Santa.
la Semana Santa se inicia el 25 de marzo al 2 de abril, en esas fechas se hacen misa, representación de la Semana Santa, en la representación se hace lo que sucedió hace tiempo y como ocurrió,en ello participan muchas personas que son voluntarios ya que les gusta participar en eventos de la comunidad,al entrar en el grupo de Semana Santa se empiezan a preparar o ensayar todas las noches y les dan a cada quien el papel que van a realizar para aprenderse su diálogo y les dan su traje para participar de acuerdo a su talla.
La Navidad se festeja y también se realizan posadas en la cual toda la gente asiste y los niños participan de pastores,al llegar a la casa donde se va a ser la posada se empieza a cantar al finalizar el canto entran a la casa y dejan las imágenes de los santos en el altar después empiezan a repartir tamales, café,aguinaldos ,los únicos que entran a la casa son los pastores, los participantes de la iglesia y ellos les dan aparte su plato.

La fiesta patronal,"La Virgen de la Asunción" 
Se celebra cada 15 de agosto.Poniendo a la Virgen en el altar de la iglesia adornada de manzanas, como ofrenda hacia ella.
Es la fiesta del pueblo,que se celebra en un día, haciendo una misa, y una prosecion por todo el pueblo,al final se obsequia a cada persona, una manzana como gratitud por acompañar a la Virgen.
Las mayordomias 
Esto sucede, con lo que dice el calendario, los santos, por ejemplo: San José, San Miguel, Virgen del Rosario, San Antonio, entre otros.
Y como se celebra una mayordomia... pues primero se elige a los candidatos, que son una pareja, que van a recibir al santo, luego ellos buscan a los quienes les van a ayudar, para preparar la fiesta,este proceso dura 3 días  hasta que llega el momento del intercambio, celebrando una misa.